# Чиріш-Шинери
Чирі́ш-Шине́ри (рос. Чириш-Шинеры, чув. Чăрăш Ишек) — присілок у складі Вурнарського району Чувашії, Росія. Входить до складу Шинерського сільського поселення.
Населення — 401 особа (2010; 449 у 2002).
Національний склад:
- чуваші — 99 %